# أولي شتاين (كاتب)
أولي شتاين (بالألمانية: Uli Stein) هو صحفي ورسام كارتون ومصور وكاتب ألماني، ولد في 26 ديسمبر 1946 في هانوفر في ألمانيا.